# Großpostwitz
Großpostwitz, Großpostwitz/O.L., Großpostwitz/Oberlausitz (górnołuż. Budestecy) – miejscowość i gmina w Niemczech, w kraju związkowym Saksonia, w okręgu administracyjnym Drezno, w powiecie Budziszyn, siedziba wspólnoty administracyjnej Großpostwitz-Obergurig.

## Współpraca
Miejscowość partnerska:
- Grünsfeld, Badenia-Wirtembergia